# Bernard Carr
Bernard J. Carr é um matemático e astrônomo britânico. É professor da Queen Mary University of London (QMUL).

## Vida
Completou um BA em matemática em 1972 no Trinity College, Universidade de Cambridge. Obteve um doutorado em 1975, estudando relatividade e cosmologia sob a orientação de Stephen Hawking no Instituto de Astronomia de Cambridge e no Instituto de Tecnologia da Califórnia.

## Publicações
- Bernard Carr (Ed.): Universe or Multiverse? Cambridge University Press, 2007, ISBN 978-0-521-84841-1